# Arjen de Mooij
Arjen de Mooij is een Nederlands dammer. Hij werd Nederlands juniorenkampioen in 2001 met 20 punten uit 11 partijen (volgens het 3-0 systeem) en 3-1 winst in de barrage op Steven Wijker.  Hij werd Nederlands studentenkampioen in 2007 met een score van 9 punten uit 7 partijen.

## Internationaal
Hij won in juni 2008 het Golden Prague toernooi door al zijn zeven partijen te winnen. 